# Кочиш, Лайош
Лайош Кочиш (венг. Lajos Kocsis; 18 июня 1947 или 17 июня 1947, Сегед — 9 октября 2000, Будапешт) — венгерский футболист, игравший на позиции полузащитника. Олимпийский чемпион.
Известен своей игрой за клуб «Гонвед», а также национальную сборную Венгрии.

## Клубная карьера
Во взрослом футболе дебютировал в 1965 году выступлениями за клуб «Шалготарьян», в котором провёл два сезона, приняв участие в 44 матчах чемпионата.
Своей игрой привлёк внимание представителей тренерского штаба клуба «Гонвед», к составу которого присоединился в 1967 году. Отыграл за клуб из Будапешта следующие одиннадцать сезонов своей игровой карьеры. Большинство времени, проведённого в составе «Гонведа», было основным игроком команды. Являлся одним из главных бомбардиров команды, имея среднюю результативность на уровне 0,35 гола за игру первенства. В общей сложности за карьеру он забил 112 голов в 308 матчах высшей лиги чемпионата Венгрии.
Завершил игровую карьеру в клубе «Дьюла», за который выступал в течение 1977—1982 годов. Клуб «Дьюла» в то время играл в низших лигах венгерского чемпионата.

## Выступления за сборную
22 сентября 1969 года дебютировал в официальных матчах в составе национальной сборной Венгрии в матче отбора на чемпионат мира 1970 года против сборной Дании (3:0).
В составе сборной был участником футбольного турнира на Олимпийских играх 1968 года в Мехико, где выиграл вместе со сборной титул чемпиона, а также футбольного турнира на Олимпийских играх 1972 года в Мюнхене, где вместе с командой получил «серебро». Также был участником чемпионата Европы 1972 года в Бельгии, где сыграл в одном матче турнира, в полуфинальном поединке против сборной Советского Союза (0:1).
Всего в течение карьеры в национальной команде, которая длилась 7 лет, провёл в её форме 33 матча, забив 7 голов.